# Австрія на пісенному конкурсі Євробачення 2024
Австрія брала участь у Пісенному конкурсі Євробачення 2024 у Мальме, Швеція, з піснею We Will Rave у виконанні Kaleen, посівши 24-е місце в фіналі з 24-ма балами. Австрійська телекомпанія ORF обрала представника країни за допомогою внутрішнього відбору. 

## Передісторія
Перед конкурсом 2024 року Австрія брала участь у Пісенному конкурсі «Євробачення» п’ятдесят п’ять разів з часу свого дебюту в 1957 році. Країна вигравала конкурс двічі: у 1966 році з піснею «Merci, Chérie» у виконанні Удо Юргенса та в 2014 році з піснею «Rise Like a Phoenix» у виконанні Кончіти Вурст. Після запровадження півфіналів у2004 році, Австрія брала участь лише у восьми фіналах. Найменш успішним результатом країни було останнє місце, яке вони досягали вісім разів, востаннє у 2012 році. Австрія також чотири рази отримувала нуль балів: у 1962, 1988, 1991 та 2015 роках.
ORF транслює подію в межах Австрії та організовує процес відбору для участі країни. З 2017 року телекомпанія проводить внутрішній відбір для вибору виконавця та пісні, які представлятимуть Австрію на конкурсі. 14 червня 2023 року програмний директор ORF Штефані Гройс-Горовіц підтвердила наміри мовника взяти участь у Пісенному конкурсі Євробачення 2024 і знову організувати внутрішній відбір свого представника.

## Перед Євробаченням

### Внутрішній відбір
У липні 2023 року працівники ORF Пітер Шрайбер і Еберхард Форхер (які працювали над відбором австрійських заявок починаючи з 2016 року) почали агітаційні заклики до зацікавлених авторів, щоб вони зв’язалися з ними до 30 вересня 2023 року.Загалом, вони отримали понад шістдесят заявок до цієї дати. Комітет експертів, очолюваний Форхером, відібрав чотирнадцять артистів, яких запросили до штаб-квартири ORF у Відні для зйомок відеокліпів на їхні пісні. В кінцевому підсумку їх оцінили 25 членів журі та шість фан-клубів пісенного конкурсу Євробачення під час прослуховування.ref name="announcement"/> На початку вересня 2023 року керівник відділу розваг ORF Мартін Ґастінгер прокоментував можливість проведення національного фіналу або публічного онлайн-голосування серед шорт-листу фіналістів, а не повністю внутрішнього відбору однак пізніше це було спростовано з «юридичних причин», а обраного виконавця планувалося оголосити в грудні 2023 року. Зрештою оголошення було перенесено на 16 січня 2024 року під час шоу Ö3-Wecker на Hitradio Ö3. Вибраною артисткою була Kaleen. Вона має попередній досвід участі в конкурсі, оскільки з 2018 року працювала дублером, танцівницею, креативним керівником і хореографом для різних країн. Її заявка «We Will Rave» вийшла 1 березня 2024 року. Вона була написана Андерзом Ретовом, Джиммі Торнфельдтом, Джулі Агаард і Томасом Стенгаардом та описана як «техно-поп-трек».

### Популяризація пісні
Для того, щоб популяризувати свою заявку на Євробачення 2024, Kaleen підтвердила свою участь на різних вечірках перед конкурсом: PrePartyES у Мадриді 30 березня, вечірці Євробачення в Лондоні 7 квітня, вечірці Nordic Eurovision Party у Стокгольмі 14 квітня та концерті Eurovision in Concert в Амстердамі 13 квітня 2024 року.

## На Євробаченні
Пісенний конкурс Євробачення 2024 відбувся в Мальме-Арена у Мальме, Швеція, і складався з двох півфіналів, які відбулися відповідно 7 і 9 травня, і фіналу 11 травня 2024 року. Усі країни, за винятком країни-господарки та країн «Великої п'ятірки» (Франція, Німеччина, Італія, Іспанія та Велика Британія) повинні пройти кваліфікацію в одному з двох півфіналів, щоб поборотися за вихід у фінал, а саме десять кращих країн з кожного півфіналу пройдуть до фіналу. 30 січня 2024 року було проведено жеребкування, щоб визначити, у якому з двох півфіналів, а також у якій половині шоу виступатиме кожна країна; Європейська мовна спілка (ЄМС) розділяє країни-конкурсанти на різні банки на основі моделей голосування з попередніх конкурсів, причому країни зі сприятливою історією голосування поміщаються в одну банку. За результатами жеребкування, Австрія потрапила до першої половини другого півфіналу. 26 березня було оголошено офіційний порядок виступів в півфіналах, за яким Австрія виступатиме під номером 6 між Францією та Данією.
В Австрії всі шоу транслювалися на ORF 1. На спільній зустрічі, що відбулася в Мюнхені у вересні 2023 року, ORF і німецькомовні мовники ARD з Німеччини та SRF з Швейцарії поновили свої плани щодо співпраці щодо трансляції тематичних програм Євробачення ESC – Der Countdown і ESC – Die Aftershow, як і на конкурсі 2023. Ведучою шоу була Барбара Шенебергер.

### Виступ
Kaleen взяла участь у технічних репетиціях 29 квітня та 2 травня, а потім генеральних репетиціях 8 та 9 травня. Конкурсна заявка Австрії була поставлена самою Kaleen разом з Лукасом Макфарлейном.

### Перший півфінал
Австрія виступила під 6-им номером після виступу Чехії та перед виступом Данії. Наприкінці шоу країну було оголошено учасником відбору до фіналу.

### Фінал
Після півфіналу стало відомо, що Австрія виступить у другій половині фіналу. Пізніше стало відомо, що Австрія виступить останньою на 26-ій позиції, після виступу Франції. Під час танцювальної перерви відмова батареї стедікама спричинила 3,8-ми секундний стоп-кадр на ключевому моменті номеру.

### Голосування
Під час голосування під час кожного з шоу кожна країна присуджувала два набори балів від 1 до 8, 10 і 12: один від професійного журі, інший від телеголосування у фіналі, тоді як голосування у півфіналі повністю базувалося на телеголосуванні. Журі кожної країни складалося з п’яти професіоналів музичної індустрії, які є громадянами країни, яку вони представляють. Вони оцінюють кожну заявку на основі виступів під час другої генеральної репетиції кожного шоу, яка відбувається ввечері перед кожним живим шоу, за набором критеріїв, включаючи: вокальний потенціал; сценічний виступ; композиція та оригінальність пісні і загальне враження від заявки. Також жодному члену журі не дозволяється обговорювати своє голосування з іншими членами або бути будь-яким чином пов'язаним з будь-якими діями, у яких інші члени журі не можуть голосувати неупереджено та незалежно. Індивідуальний рейтинг кожного члена журі в анонімній формі, а також результати загальнонаціонального телеголосування були опубліковані незабаром після фіналу конкурсу. У фіналі конкурсу результати голосування журі були озвучені речниками, представленими від кожної країни, що брала участь на конкурсі, у той час як результати телеголосування оголошувалися ведучими. Речником від Австрії був Філіп Ганза.
Нижче наведено бали, отриманих та відданих Австрією в другому півфіналі та фіналі конкурсу.

#### Бали нараховані Австрії
| Бали     | Телеголосування                   |
| -------- | --------------------------------- |
| 12 балів |                                   |
| 10 балів |                                   |
| 8 балів  | Ізраїль                           |
| 7 балів  |                                   |
| 6 балів  |                                   |
| 5 балів  |                                   |
| 4 бала   | Албанія Вірменія Греція Швейцарія |
| 3 бали   | Данія Естонія Іспанія Мальта      |
| 2 бали   |                                   |
| 1 бал    |                                   |

| Бали     | Телеголосування | Журі    |
| -------- | --------------- | ------- |
| 12 балів |                 |         |
| 10 балів |                 |         |
| 8 балів  |                 |         |
| 7 балів  |                 | Ізраїль |
| 6 балів  |                 | Іспанія |
| 5 балів  |                 | Італія  |
| 4 бали   |                 |         |
| 3 бали   | Ізраїль         |         |
| 2 бали   | Фінляндія       |         |
| 1 бал    |                 | Швеція  |

#### Бали нараховані Австрією
| Бали     | Телеголосування |
| -------- | --------------- |
| 12 балів | Нідерланди      |
| 10 балів | Ізраїль         |
| 8 балів  | Швейцарія       |
| 7 балів  | Естонія         |
| 6 балів  | Вірменія        |
| 5 балів  | Чехія           |
| 4 бали   | Латвія          |
| 3 бали   | Данія           |
| 2 бали   | Греція          |
| 1 бал    | Грузія          |

| Бали     | Телеголосування | Журі      |
| -------- | --------------- | --------- |
| 12 балів | Хорватія        | Швейцарія |
| 10 балів | Ізраїль         | Італія    |
| 8 балів  | Швейцарія       | Хорватія  |
| 7 балів  | Україна         | Вірменія  |
| 6 балів  | Франція         | Україна   |
| 5 балів  | Сербія          | Франція   |
| 4 бали   | Німеччина       | Іспанія   |
| 3 бали   | Вірменія        | Ірландія  |
| 2 бали   | Ірландія        | Естонія   |
| 1 бал    | Італія          | Норвегія  |

#### Детальні результати голосування з Австрії
| №  | Країна     | Телеголосування | Телеголосування |
| №  | Країна     | Місце           | Бали            |
| -- | ---------- | --------------- | --------------- |
| 01 | Мальта     | 12              |                 |
| 02 | Албанія    | 14              |                 |
| 03 | Греція     | 9               | 2               |
| 04 | Швейцарія  | 3               | 8               |
| 05 | Чехія      | 6               | 5               |
| 06 | Австрія    |                 |                 |
| 07 | Данія      | 8               | 3               |
| 08 | Вірменія   | 5               | 6               |
| 09 | Латвія     | 7               | 4               |
| 10 | Сан-Марино | 13              |                 |
| 11 | Грузія     | 10              | 1               |
| 12 | Бельгія    | 15              |                 |
| 13 | Естонія    | 4               | 7               |
| 14 | Ізраїль    | 2               | 10              |
| 15 | Норвегія   | 11              |                 |
| 16 | Нідерланди | 1               | 12              |

До австрійського журі увійшли:
- Піа Марія
- Філіп Ембергер
- Анна-Софі Хейбл
- Симона Леварт
- Аннемарі Райзінгер-Трайбер

| №  | Країна          | Журі   | Журі   | Журі   | Журі   | Журі   | Журі  | Журі | Телеголосування | Телеголосування |
| №  | Країна          | Журі 1 | Журі 2 | Журі 3 | Журі 4 | Журі 5 | Місце | Бали | Місце           | Бали            |
| -- | --------------- | ------ | ------ | ------ | ------ | ------ | ----- | ---- | --------------- | --------------- |
| 01 | Швеція          | 12     | 5      | 14     | 20     | 7      | 12    |      | 17              |                 |
| 02 | Україна         | 5      | 10     | 6      | 5      | 11     | 6     | 6    | 4               | 7               |
| 03 | Німеччина       | 11     | 4      | 20     | 15     | 12     | 13    |      | 7               | 4               |
| 04 | Люксембург      | 23     | 12     | 21     | 11     | 14     | 19    |      | 20              |                 |
| 05 | Нідерланди      | 7      | 6      | 3      | 7      | 10     | 4     |      |                 |                 |
| 06 | Ізраїль         | 10     | 16     | 16     | 10     | 18     | 18    |      | 2               | 10              |
| 07 | Литва           | 14     | 11     | 5      | 17     | 16     | 14    |      | 18              |                 |
| 08 | Іспанія         | 4      | 20     | 9      | 16     | 3      | 8     | 4    | 14              |                 |
| 09 | Естонія         | 8      | 13     | 12     | 8      | 4      | 10    | 2    | 12              |                 |
| 10 | Ірландія        | 13     | 18     | 7      | 2      | 19     | 9     | 3    | 9               | 2               |
| 11 | Латвія          | 20     | 14     | 24     | 25     | 15     | 22    |      | 15              |                 |
| 12 | Греція          | 18     | 8      | 22     | 14     | 8      | 16    |      | 13              |                 |
| 13 | Велика Британія | 16     | 22     | 13     | 24     | 13     | 20    |      | 23              |                 |
| 14 | Норвегія        | 19     | 25     | 11     | 21     | 1      | 11    | 1    | 21              |                 |
| 15 | Італія          | 3      | 2      | 2      | 12     | 17     | 2     | 10   | 10              | 1               |
| 16 | Сербія          | 21     | 19     | 25     | 18     | 24     | 24    |      | 6               | 5               |
| 17 | Фінляндія       | 15     | 24     | 17     | 9      | 6      | 15    |      | 11              |                 |
| 18 | Португалія      | 17     | 15     | 23     | 6      | 21     | 17    |      | 24              |                 |
| 19 | Вірменія        | 6      | 3      | 10     | 4      | 20     | 5     | 7    | 8               | 3               |
| 20 | Кіпр            | 22     | 23     | 15     | 23     | 23     | 23    |      | 16              |                 |
| 21 | Швейцарія       | 1      | 1      | 1      | 1      | 2      | 1     | 12   | 3               | 8               |
| 22 | Словенія        | 25     | 21     | 19     | 22     | 22     | 25    |      | 22              |                 |
| 23 | Хорватія        | 2      | 7      | 4      | 19     | 5      | 3     | 8    | 1               | 12              |
| 24 | Грузія          | 24     | 17     | 18     | 13     | 25     | 21    |      | 19              |                 |
| 25 | Франція         | 9      | 9      | 8      | 3      | 9      | 7     | 5    | 5               | 6               |
| 26 | Австрія         |        |        |        |        |        |       |      |                 |                 |

## Нотатки
1. ↑  Нідерланди було дискваліфіковано з конкурсу незадовго до фіналу.[33][34]